# 정가왕
정가왕(禎嘉王, ? - 718년 또는 756년?)은 일본 규슈 미야자키현 미사토정(美郷町)에 있는 미카도 신사(神門神社)의 전승(傳承)에만 등장하는 백제 왕족이다. 의자왕의 고손으로 풍왕의 증손이자 부여사(扶餘絲)의 손자라는 설도 있다.

## 생애
전설에 따르면 백제 패망 후 정가왕 일족은 일본 나라현으로 망명했다. 그 후 9년 뒤인 672년에 일본 정권 내부 권력투쟁으로 내란이 일어나자, 이를 피해 나라현을 떠나 다시 배를 타고 피난을 떠났다. 도중에 태풍을 만나 정가왕은 난고손(南鄕村)에, 장남 복지왕은 90km 떨어진 히키(比木)에 정착했다. 그러나 정가왕은 자신을 죽이기 위해 난고손까지 추격해 온 적군과 싸우다가 전사하고 말았다.(추격해 온 자객들에게 암살당했다는 설도 있다.)

## 사후
정가왕은 쓰카노하라(塚の原)에 차남 화지와 함께 묻혔다. 이후 현 미야자키현 미사토정(美郷町)인 난고손 중앙부에 미카도 신사가 건립되었고 정가왕을 모셨다. 또한 아내 정가왕비 시기노(禎嘉王妃 之伎野)는 현 다카나베정(高鍋町)의 오토시신사(大年神社)에 모셔졌으며 장남 복지는 복지왕(福智王)으로 추숭돼 현 기조정(木城町)의 히키신사(比木神社)에 모셔졌고 차남 화지는 화지왕(華智王)으로 추숭돼 현 휴가시(日向市)의 이사카신사(伊佐賀神社)에 모셔졌다.
한편, 미야자키현 미사토정에서는 매년 음력 12월 18일을 전후해 정가왕 부자(父子)의 영혼을 만나게 해주자는 취지로 시와스마츠리(師走祭)라는 추모제를 열고 있다. 원래는 9박10일간 열렸지만, 현재는 2박 3일로 단축되어 열리고 있다.
1993년 대전 엑스포 당시 정가왕 3부자의 신주(神主)가 부여군 부소산 객사에 봉헌되었다. 또한 유품으로 알려진 거울 등 17점이 엑스포에서 전시되기도 했다.

## 가계
- 부인 : 시기노(之伎野)
  - 장남 : 복지왕(福智王, 생몰년 미상)
  - 차남 : 화지왕(華智王, ? ~718년)
  - 삼남 : 백지왕(伯智王)

## 같이 보기
- 미야자키현
- 미사토정
- 다카나베정
- 기조정
- 휴가시
- 복지왕
- 화지왕